# Belagerung von Corbie
Les Avins – Löwen – Tornavento – Guetaria – Fontarrabie – Corbie – Diedenhofen 1639 – Turin – Arras 1640 – Aire-sur-la-Lys – La Marfée – Honnecourt – Barcelona – Cartagena – Diedenhofen 1643 – Rocroi – Orbetello – Fort Mardyck – Dünkirchen – Rethel – Bordeaux – Lens – Arras 1654 – Valenciennes – Dünenschlacht
Die Belagerung und Rückeroberung der befestigten Stadt Corbie durch französische Truppen erfolgte im Spätherbst 1636 und war Teil des Französisch-Spanischen Krieges im Dreißigjährigen Krieg. Die Belagerung hatte zum Ziel, die von spanischen und bayerischen Truppen am 7. August 1636 eroberte und besetzte Stadt Corbie zurückzuerobern. Nach sechswöchiger Belagerung mussten die spanischen Truppen Anfang November 1636 kapitulieren.

## Hintergrund
Im Jahre 1636 hatte der Dreißigjährige Krieg in Europa schon 18 Jahre gewütet, ohne dass sich Frankreich mit Truppen aktiv beteiligt hatte. Erst nachdem 1630 die Schweden erfolgreich auf der protestantischen Seite in den Krieg eingegriffen hatten, begann Frankreich, die schwedische Kriegspartei im Kampf gegen die bis dahin siegreichen Heere des katholischen Habsburger Kaisers Ferdinand II. und des bayerischen Kurfürsten Maximilian I. von Bayern zu unterstützen. Grundlage der Unterstützung war der habsburgisch-französische Gegensatz, der die französische Politik von Kardinal Richelieu bestimmte. Die Unterstützung war zunächst nur finanziell und wurde von Richelieu „verdeckter Krieg“ genannt.
Nach der schweren Niederlage der Schweden in der Schlacht bei Nördlingen Anfang September 1634 und nach dem daraufhin im Mai 1635 geschlossenen Friedensvertrag von Prag, der die Stellung des habsburgischen Kaisers deutlich stärkte, ließ sich die bisherige zurückhaltende Position von Richelieu nicht länger vertreten. Mit der Kriegserklärung Frankreichs an Spanien im Mai 1635 eröffnete Frankreich den offenen Krieg gegen die Habsburger in Österreich, in Spanien und in den Spanischen Niederlanden, sowie deren Verbündete im Heiligen Römischen Reich wie z. B. Kurbayern und Kursachsen.
Corbie war zu dieser Zeit eine der befestigten Städte an der Somme. Der Fluss, bildete damals noch die nördliche Grenze Frankreichs zur in den Spanischen Niederlanden liegenden Provinz Artois.

## Besetzung von Corbie durch die Spanier

### Offensive der spanischen Truppen
Am 2. Juli 1636 überquerten spanischen Truppen unter Kommando von Thomas de Savoie-Carignan, unterstützt von bayerischen und kaiserlichen Truppen unter Kommando von Johann von Werth und Ottavio Piccolomini, die nördliche Grenze von Frankreich und nahmen am 8. Juli La Capelle ein. Danach besetzten sie Bohain-en-Vermandois, Vervins, Origny-Sainte-Benoite und Ribemont. Am 25. Juli fiel ihnen Le Catelet zum Opfer. Der Comte de Soissons wurde mit 10.000 Mann eilig abgeordnet, um die Angreifer am Übergang über die Somme zu hindern. Bray-sur-Somme leistete zunächst Widerstand, wurde aber zusammengeschossen. Die spanischen Truppen überschritten bei Cerisy den Fluss. und plünderten Saleux, Salouël und Longueau. Johann von Werth besetzte Roye, Ottavio Piccolomini und seine Truppen verheerten die Länder an der Somme und an der Oise. Dabei zogen sie bis Pontoise. Lediglich Montdidier konnte ihnen widerstehen.

### Die Spanier in Corbie
Der feste Platz Corbie wurde vom Gouverneur Antoine Maximilien de Belleforière, marquis de Soyécourt, befehligt, der eine Garnison von 1.600 Mann zur Verfügung hatte. Ihm gegenüber standen 30.000 Spanier. Belleforière zog es nach sechs Tagen vor, zu kapitulieren und so die Stadt vor einer Plünderung zu bewahren. Am 15. August erfolgte die Kapitulation. Die Belagerten konnten Leib und Leben und ihre Utensilien behalten. Der Auszug (nach Amiens) erfolgte mit allen Waffen, Fahnen und der großen Bagage. Um 10:00 Uhr am Morgen zogen 3.400 Fußsoldaten und 250 Reiter (Spanier, Deutsche, Flamen, Wallonen, Savoyarden, Kroaten und Polen) in die Stadt ein. Belleforière wurde anschließend von Richelieu des Verrats beschuldigt. Daraufhin trat unter dem persönlichen Vorsitz von König Louis XIII ein Kriegsgericht zusammen, das de Belleforière zum Tode durch Vierteilung verurteilte. Dieser hatte sich jedoch inzwischen nach England in Sicherheit gebracht.
Johann von Werth wollte ursprünglich in Richtung Paris marschieren, während Thomas von Savoyen es vorzog, zur Versorgung seiner Truppen die Region um Amiens auszuplündern. Auf dem Weg nach Paris kamen die Spanier vor Corbie an, das sie am 21. September einschlossen. Der Großteil der Truppen bezog Winterquartiere im Artois.
Die Hauptarmee der Kaiserlichen griff währenddessen unter Matthias Gallas erfolglos Saint-Jean-de-Losne im Burgund an.

### Französische Reaktion
Die Nachricht vom Fall der Grenzfestung Corbie versetzte die Bevölkerung von Paris in Panik, da sie befürchtete, dass jetzt die 35.000 Mann des Kardinal-Infanten Don Fernando über ihre Stadt herfallen würden. Wer in der Lage war, flüchtete nach Süden. Sogar den Kardinal Richelieu verließ zeitweilig der Mut. Der Kapuzinerpater François Leclerc du Tremblay – genannt Père Joseph (Berater und graue Eminenz von Richelieu) – und der König sprachen ihm Mut zu, woraufhin sich Richelieu unter dem Jubel der Bevölkerung auf den Straßen zeigte.
Der König erhielt von den sieben Handwerksgilden die Zusage, dass sie für alle Toreinfahrten einen Reiter und für alle Haustüren der Stadt einen Fußsoldaten stellen würden. Er erließ das Aufgebot für den Adel und die Bürger. Waffen Munition, Versorgungsgüter und Pferde wurden bereitgestellt.
Währenddessen schloss Richelieu mit der Republik der Sieben Vereinigten Provinzen einen Vertrag, dass diese zur Unterstützung in die Spanischen Niederlande einmarschieren sollten.
Am 1. September verließ Louis XIII an der Spitze einer Armee von 40.000 Fußsoldaten und 12.000 Reitern Paris und marschierte nach Norden.

## Namentlich bekannte Regimenter, die an der Belagerung von Corbie eingesetzt waren
| I. | II. | III. |
| --- | --- | --- |
| - Régiment d’Anjou - Régiment d’Aubeterre - Régiment de Beauce - Régiment de Bellefonds - Régiment de Biscaras - Régiment de Bussy-Rabutin - Régiment de Champagne - Régiment de Clère - Régiment de Courtaumer - Régiment d’Escots - Régiment d’Espagny | - Régiment de Fouquerolles - Régiment de Grollezac - Régiment de Gué-Sainte-Flaive - Régiment de La Boëssière - Régiment de La Trémoille - Régiment de Langeron - Régiment du Mesnil - Régiment de Miossens - Régiment de Nanteuil - Régiment de Périgord - Régiment de Poitou | - Régiment de Polignac - Régiment de Rabutin - Régiment de Saint-Luc - Régiment de Saint-Martial - Régiment de Saintonge - Régiment de Soyécourt - Régiment de Tardieu - Régiment de Vaubecourt |

Die meisten hatten nur kurzzeitig Bestand und wurden nach dem Feldzug wieder entlassen.

## Belagerung und Einnahme von Corbie durch die Franzosen

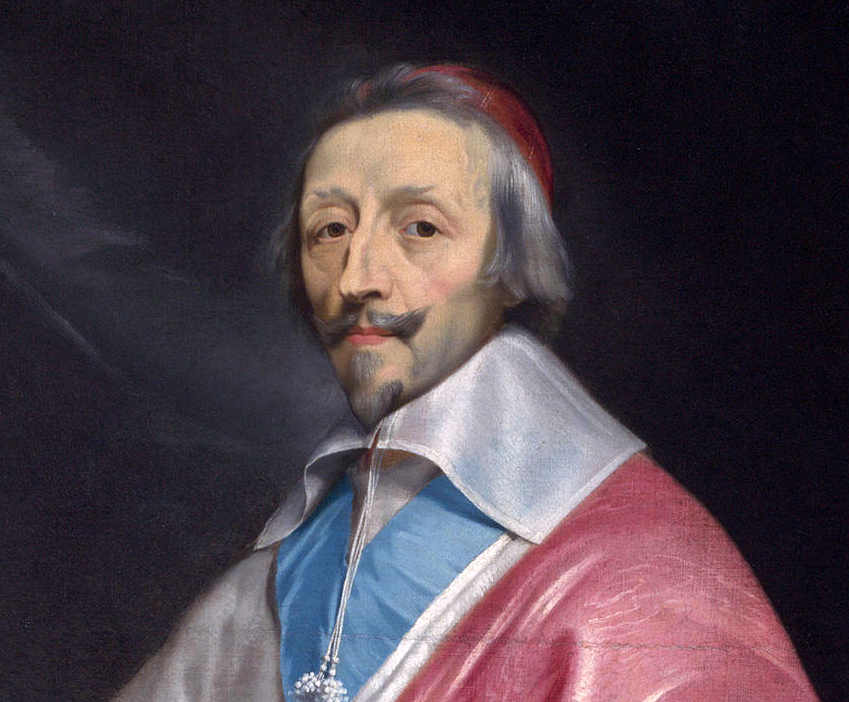
Kardinal de Richelieu (Gemälde von Philippe de Champaigne, Paris, Musée du Louvre)

Monsieur (Gaston d’Orléans) erhielt den Befehl, Roye zurückzuerobern und die Belagerung von Corbie vorzubereiten, was er auch ausführte.
Gleichzeitig erließ Richelieu die Richtlinien für die Belagerung. Nichts wurde ohne seinen Rat begonnen, nichts wurde ohne sein Einverständnis durchgeführt, er war der wahre Veranlasser und Herr über die ganze Aktion, notierte der Offizier Jean de Ville in seinen Aufzeichnungen.
Mit Hilfe der Bewohner der Region konnten unter dem Kommando von Philippe Carette und Michel Patou aus Albert begrenzte Militäraktionen zur Beunruhigung der Spanier durchgeführt werden. Dazu gehörten die Zerstörung eines der Wachhäuser an der südlichen Festungspforte, die Zerstörung einer Mühle, die Umleitung des Somme-Flussarmes Boulangerie zur Unbrauchbarmachung weiterer Mühlen, das Ausspionieren des Inneren der Festung usw.
Louis XIII erreichte Montdidier am 24. September und bezog sein Quartier im Schloss von Démuin.
Corbie war außerhalb der Umwallung von einem Graben umgeben. Die Wälle waren nicht gemauert, sondern bestanden aus Erdaufschüttungen, die mit Holz verkleidet waren. Am 10. Oktober begann die regelrechte Belagerung. Am 11. Oktober zählte ein Bewohner der Stadt 800 Kanonenschüsse.
Die Belagerten versuchten erfolglos einen Ausfall. Eine spanische Entsatzarmee unter Johann von Werth erreichte das Artois am 25. Oktober, konnte aber nicht gegen Corbie vordringen.
Während der Belagerung wurde das Feldlager des Duc d’Orléans – de facto der Sitz des Lieutenant général des armées du roi in der Picardie – in Querrieu eingerichtet. Erste Feldlazarette wurden in Querrieu und in Bussy-lès-Daours installiert.
Ingenieure, wie Antoine de Ville und Pierre de Conty d’Argencour, wurden verpflichtet, um den Fall der Festung zu beschleunigen. Bei der Belagerung konnten sich der Comte François de Clermont-Tonnerre und der erst zwanzigjährige François de Vendôme auszeichnen.
Die Belagerung dauerte sechs Wochen, bevor die ausgehungerten Spanier schließlich kapitulierten. Am 9. November baten sie darum, die Kapitulation auszuhandeln, die am 14. November stattfand.

## Auswirkungen

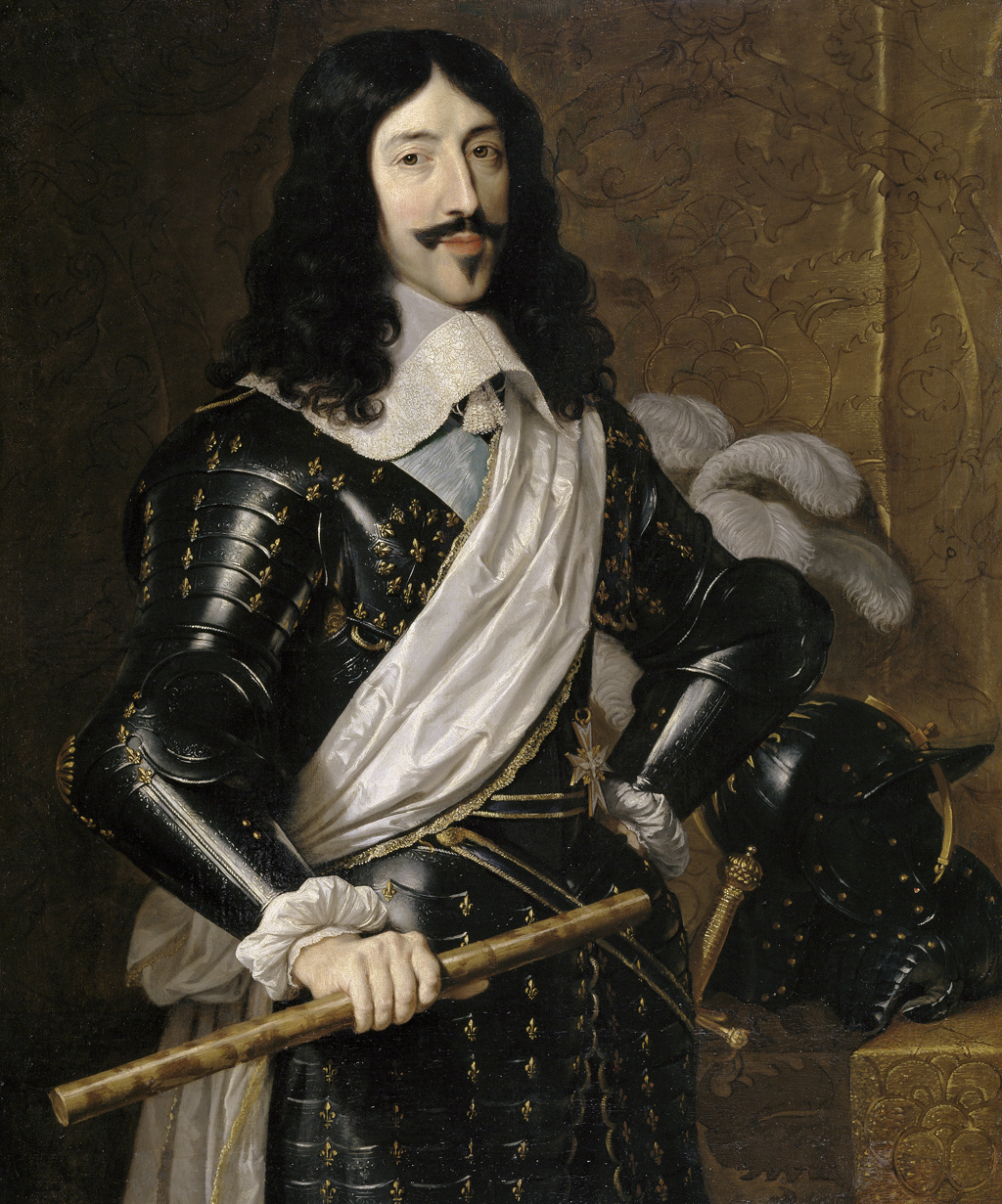
Louis XIII, roi de France (Gemälde von Philippe de Champaigne (1655), Madrid, Museum im Prado)

- Die spanische Bedrohung der Hauptstadt wurde abgewendet, der Feind hatte das Königreich verlassen.
- Der König erließ am 14. November in Chantilly eine Deklaration, nach der die Stadt Corbie aller „Privilegien, Konzessionen und sonstiger Rechte verlustig ging […]“ Die Vermögenswerte der Bürger, die mit dem Feind paktiert hatten, wurden beschlagnahmt, einige von ihnen wurden in Amiens gehängt.
- In einem Prozess sollten die Kirchenmänner verklagt werden, die dem König nicht gehorcht hatten, sie wurden unter Bewachung des weltlichen Klerus im Gefängnis „des Minimes“ und in der Abtei von Corbie interniert.
- Der nach England entkommene Marquis de Soyécourt wurde am 29. Oktober in Abwesenheit zum Tode verurteilt und in Amiens symbolisch verbrannt. Seine Besitztümer wurden konfisziert, sein Schloss in Tilloloy zerstört.
- Die Picardie, speziell die Region von Corbie, Albert, Amiénois, Santerre an Somme und Oise, war furchtbar verheert worden,[9] die Städte (Corbie, Albert, Bray) und die Dörfer waren erst durch die Spanier und dann durch die Franzosen ausgeplündert und aus strategischen Gründen verbrannt worden, um dem Gegner die Grundlage der Versorgung und Unterkunft zu entziehen, auch die Kirchen wurden zerstört.[10]
- Die verwüsteten Dörfer lagen verlassen, die Bauern hausten in Erdlöchern oder in Laubhütten im Wald, menschliche Leichen und Tierkadaver lagen überall herum.[11]
- Die angesehene und seit dem Jahre 662 bestehende Abtei von Corbie verlor an Bedeutung und Ausstrahlung.[12]
- Am 11. März 1638 erneuerte der König die Privilegien der bis dahin verlassenen Stadt Corbie und übertrug sie auf die neuen Bewohner. Ausgenommen waren der Bau von Manufakturen für Wolle, Seide und einiges andere.
- Charles de Belleforière-Soyécourt wurde 1643 rehabilitiert und erhielt seine Besitzungen zurück. Der König entschädigte ihn für das zerstörte Schloss Tilloloy.
- Die Annexion des Artois nach dem Pyrenäenfrieden 1659 machte Corbie als Grenzfestung überflüssig.